# Јахја Фехратовић
Јахја Фехратовић (Нови Пазар, 29. март 1982) српски је политичар, бивши потпредседник Странке правде и помирења и председник Бошњачке културне заједнице.

## Биографија
Основну школу и средњу Медресу „Гази Иса-бег“ завршио је у родном граду, основне студије књижевности народа БиХ и бошњачког језика на Филозофском факултету Универзитета у Сарајеву 24. маја 2007, магистарску тезу „Поетика и политика усмене и писане револуционарне поезије” одбранио је 28. јуна 2012. године на Интернационалном универзитету у Новом Пазару, а докторску радњу „Књижевнохисторијске и поетичке особености санџачкобошњачке књижевности“ 28. јуна 2013. године на истом Универзитету.
Академске 2007/2008. године, Фехратовић је изабран у трочлану групу академских радника, коју су именовали Ректорат Сарајевског универзитета и Министарство за образовање Кантона Сарајево, а која је ангажована на остварењу међународног пројкета оснивања прве катедре бошњачког језика изван матичног говорног подручја. Фехратовић је један од оснивача Катедре бошњачкога језика на Факултету за уметност и културу Универзитета у Тракији у Републици Турској где је две године радио као предавач и лектор за бошњачки језик.
Академске 2009/2010. године враћа се у Нови Пазар и запошљава на Интернационалном универзитету у Новом Пазару као сарадник у настави. Од академске 2009/2010. ради на Катедри за бошњачку књижевност Департмана за филолошке студије Интернационалног универзитета у Новом Пазару.
- 2010. и 2012. године бива постављен за управника Универзитетске библиотеке ИУНП.
- 2010. године изабране је за председника Бошњачке културне заједнице.
- 2011. године бива изабран за председника Извршног одбора Бошњачког националног већа.
- 2012. године на изборима за председника Републике Србије био је шеф Изборног штаба председничког кандидата Муамера еф. Зукорлића.
- 2013. године изабран је за председника Бошњачке демократска заједнице Санџака.